# Parafia św. Wawrzyńca w Malawie
Parafia św. Wawrzyńca w Malawie − parafia rzymskokatolicka znajdująca się w diecezji rzeszowskiej w dekanacie Rzeszów Wschód. Erygowana w 1483 roku.
Pierwszy, drewniany kościół pod wezwaniem św. Wawrzyńca został, ze względu na zły stan, rozebrany w 1720 r. Na jego miejscu wybudowano w latach 1721-1722 nowy kościół, też drewniany. Fundatorem był dzierżawca Malawy Józef Poniński. Modrzewiowy kościół spłonął doszczętnie 5 maja 1921. Przyczyną pożaru było niedogaszenie kadzielnicy. W latach 1921–1922 parafianie pod kierunkiem proboszcza ks. Franciszka Kotuli wybudowali nową murowaną, neogotycką świątynię. Poświęcił ją biskup Karol Fischer w 1923 r., a konsekrował biskup Franciszek Barda w 1931 r.
Mieszkańcy parafii:
- mieszkańców - 2970
- wiernych - 2955
- innowierców - 5
- niewierzących - 10

Na terenie parafii, w przysiółku wsi Malawa-Magdalenka, na najwyższym wzniesieniu w okolicy (399 m n.p.m.) znajduje się murowany renesansowy kościółek z 1712 r. pod wezwaniem św. Magdaleny. Uroczystości odpustowe w tym kościele odbywają się w dniu 22. lipca.

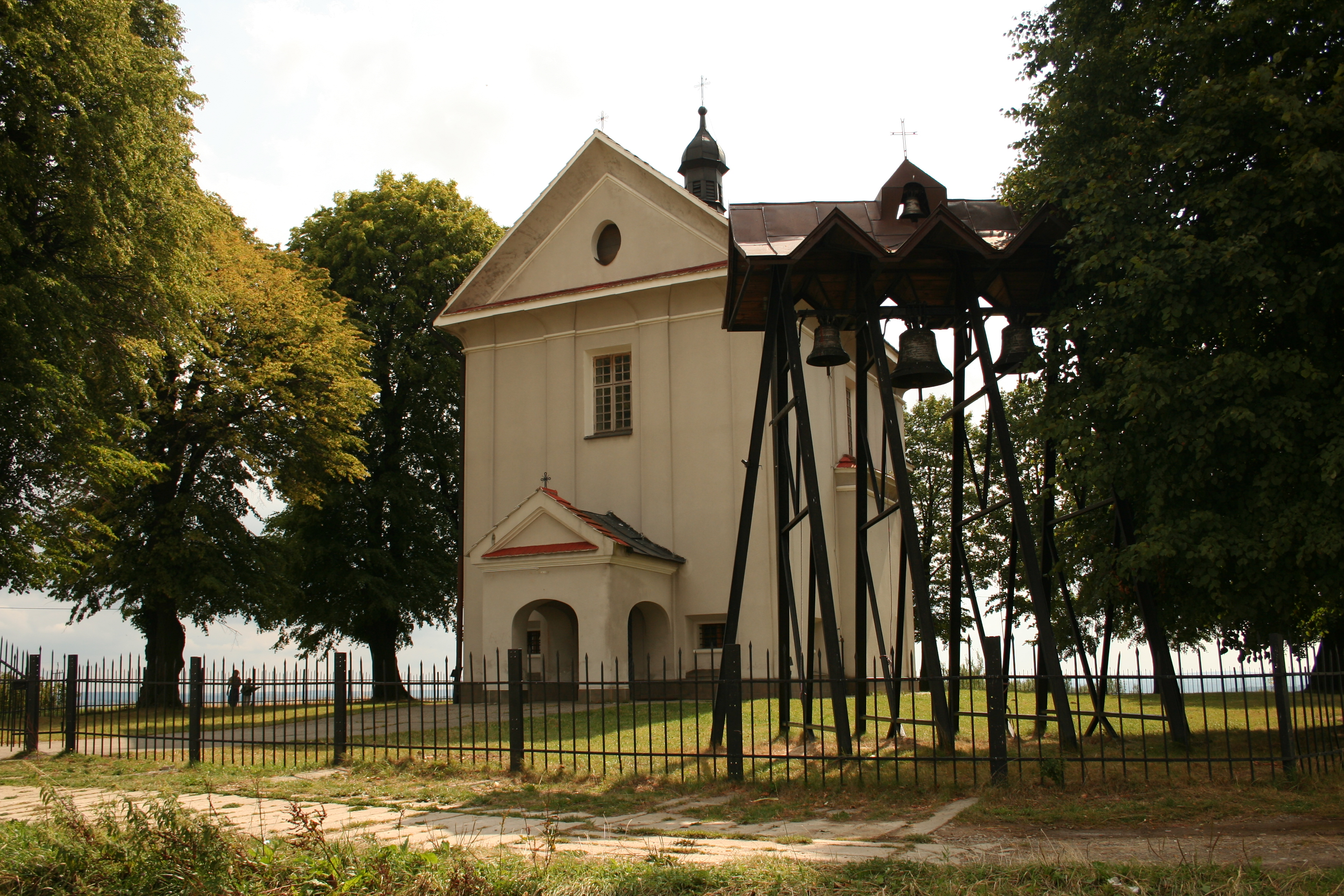
Kościół pw. św. Magdaleny